# 吉拉德·埃尔丹
吉拉德·梅纳什·埃尔丹（希伯來語：גִּלְעָד מְנַשֶּׁה אֶרְדָן，發音：[ɡilˈ(ʔ)ad (ʔ)eʁˈdan]；1970年9月30日—）是一位以色列政治人物和外交官，2020年至2024年担任以色列常驻联合国代表。
埃尔丹此前曾担任以色列驻美国大使。他还于2003年至2020年期间担任利库德集团国会成员，并担任过多个部长职位，包括环境保护部长（2009—2013年）、通信部长（2013—2014年）、国内防务部长（2013—2014 年）、内政部长（2014—2015年）、公安部长（2015—2020年）、战略事务和公共外交部长（2015—2020年）和地区合作部长（2020年）。

## 争议

### 粉碎《联合国宪章》事件
2024年5月10日，联大第十届紧急特别会议今天以143票赞成、9票反对、25票弃权通过决议，认定巴勒斯坦國符合《联合国宪章》规定的联合国会员国资格，应被接纳为联合国会员国。
埃尔丹随后在讲话中认为此决议代表“联合国欢迎恐怖主义国家”，指控巴勒斯坦为“新纳粹主义”，称哈马斯领导人是“一名恐怖外交官，其公开目标是对犹太人进行种族灭绝”，认为联合国正在姑息“凶残的独裁者”，违反了《联合国宪章》。最后他举起一个便携式电动碎纸机，当场粉碎了《联合国宪章》小册子的封面。其言論被廣泛認為屬於滑坡謬誤違反基本邏輯，因此引起國際輿論爭議。